# Kaul Singh Thakur
Kaul Singh Thakur est le ministre de la Santé de l'Himachal Pradesh.